# 49e breedtegraad noord
De 49e breedtegraad noord is een denkbeeldige cirkel op de Aarde op 49 graden ten noorden van de evenaar. De breedte graad bevindt zich op 41 graden ten zuiden van de geografische Noordpool. 
Een deel van de grens van Canada en de Verenigde Staten loopt precies over deze breedtegraad. Deze grens werd in 1846 vastgelegd in het Verdrag van Oregon dat een einde maakte aan het Grensconflict van Oregon.

## Landen en zeeën

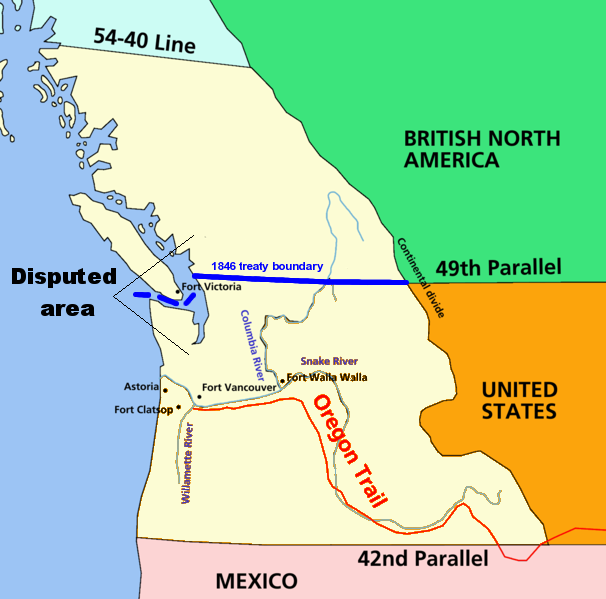
De verdeling van Oregon over de 49e breedtegraad volgens het verdrag van Oregon.

Overzicht van landen en zeeën op de 49e breedtegraad noord. Bovenaan staat het gebied op nulmeridiaan.
| Land of zee             | Opmerking |
| ----------------------- | --- |
| Frankrijk               | Begint ongeveer 3 kilometer ten zuidoosten van Saint-Pierre-en-Auge                                           |
| Duitsland               | |
| Tsjechië                | |
| Oostenrijk              | Over een afstand van 5 kilometer                                                                              |
| Tsjechië                | Over een afstand van 5 kilometer                                                                              |
| Oostenrijk              | Over een afstand van 110 meter                                                                                |
| Tsjechië                | |
| Slowakije               | |
| Oekraïne                | |
| Rusland                 | Over een afstand van 2 kilometer                                                                              |
| Oekraïne                | Over een afstand van 350 meter                                                                                |
| Rusland                 | |
| Kazachstan              | |
| China                   | |
| Mongolië                | |
| Rusland                 | |
| Tatarensont             | |
| Rusland                 | Het eiland Sachalin                                                                                           |
| Golf van Geduld         | |
| Rusland                 | Het eiland Sachalin                                                                                           |
| Zee van Ochotsk         | |
| Grote Oceaan            | |
| Canada                  | Vancouver island                                                                                              |
| Straat van Georgia      | |
| Canada Verenigde Staten | Tsawwassen peninsula & Point Roberts De grens tussen beide landen bevindt zich precies op de 49e breedtegraad |
| Boundary bay            | |
| Canada Verenigde Staten | De grens tussen beide landen bevindt zich precies op de 49e breedtegraad                                      |
| Lake of the Woods       | |
| Canada                  | Ontario & Quebec                                                                                              |
| Saint Lawrence          | |
| Canada                  | Quebec |
| Saint Lawrencebaai      | |
| Canada                  | Newfoundland                                                                                                  |
| Atlantische Oceaan      | |
| Frankrijk               | Tot ongeveer 3 kilometer ten zuidoosten van Saint-Pierre-en-Auge                                              |